# Stenge

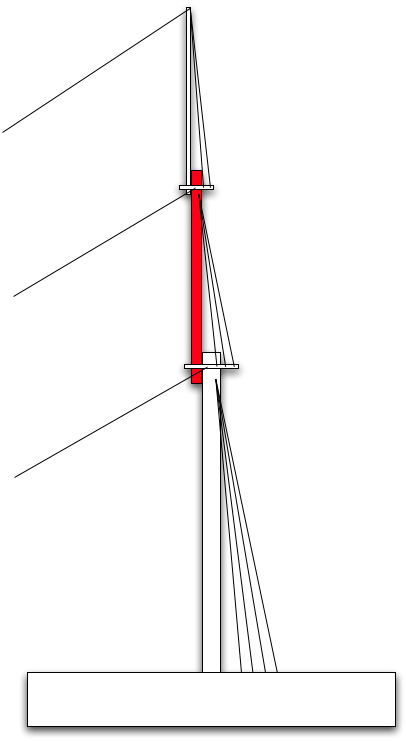
(Unter)mast, darüber Marsstenge (rot) und oben Bramstenge

Eine Stenge bildet die Verlängerung des Mastes oberhalb der ersten Saling auf einem Segelboot oder Segelschiff. Sie ist Teil der Takelage und kann aus einem Metallrohr oder früher auch aus einem massiven Rundholz bestehen. Der untere Teil vom Deck bis zur ersten Saling heißt (Unter)mast (Fock-, Groß-, Kreuz(unter)mast etc.) Die Stenge steht im gleichen Winkel zum Deck wie der Mast, den sie meist vorne überlappt. Beide können senkrecht oder nach achtern geneigt angebracht sein. Die untere Stenge ist in Beziehung zu den Segelbezeichnungen die Marsstenge, darüber folgt die Bramstenge, und bei Großseglern oft die Royalstenge, in einigen Fällen noch die Skystenge.